# نوک‌آباد (مهرستان)
نوک‌آباد، روستایی در دهستان بیرک بخش بیرک شهرستان مهرستان در استان سیستان و بلوچستان ایران است.

## جمعیت
بر پایه سرشماری عمومی نفوس و مسکن در سال ۱۳۹۵، جمعیت این روستا برابر با ۴۸۸ نفر (۱۱۷ خانوار) بوده‌است.